# Campionato mondiale di motocross 2003
Il campionato mondiale di motocross del 2003 si è disputato su 12 prove dal 30 marzo al 14 settembre 2003.
Al termine della stagione il belga Stefan Everts si è aggiudicato il titolo per la classe MotocrossGP (che in questa stagione rimpiazzava la 250cc), mentre i connazionali Joël Smets e Steve Ramon hanno conquistato rispettivamente la classe 650cc (ex 500cc) e 125cc.

## Calendario
| Prova | Data         | Gran Premio                       | Località      | Vincitore MotocrossGP | Vincitore 650cc | Vincitore 125cc |
| ----- | ------------ | --------------------------------- | ------------- | --------------------- | --------------- | --------------- |
| 1     | 30 marzo     | Gran Premio di Spagna             | Bellpuig      | Mickaël Pichon        | Joël Smets      | Mickael Maschio |
| 2     | 13 aprile    | Gran Premio dei Paesi Bassi       | Valkenswaard  | Mickaël Pichon        | Joël Smets      | Steve Ramon     |
| 3     | 4 maggio     | Gran Premio d'Europa              | Teutschenthal | Mickaël Pichon        | Joël Smets      | Marc de Reuver  |
| 4     | 1 giugno     | Gran Premio d'Italia              | Montevarchi   | Stefan Everts         | Joël Smets      | Stefan Everts   |
| 5     | 8 giugno     | Gran Premio di Bulgaria           | Sevlievo      | Stefan Everts         | Joël Smets      | Mickael Maschio |
| 6     | 22 giugno    | Gran Premio d'Austria             | Kärntenring   | Stefan Everts         | Joël Smets      | Stefan Everts   |
| 7     | 6 luglio     | Gran Premio di Svezia             | Uddevalla     | Stefan Everts         | Joël Smets      | Stefan Everts   |
| 8     | 20 luglio    | Gran Premio del Belgio            | Namur         | Stefan Everts         | Cedric Melotte  | Stefan Everts   |
| 9     | 10 agosto    | Gran Premio del Benelux           | Lierop        | Stefan Everts         | Joël Smets      | Stefan Everts   |
| 10    | 24 agosto    | Gran Premio di Germania           | Gaildorf      | Stefan Everts         | Joël Smets      | Stefan Everts   |
| 11    | 31 agosto    | Gran Premio della Repubblica Ceca | Loket         | Stefan Everts         | Joël Smets      | Stefan Everts   |
| 12    | 14 settembre | Gran Premio di Francia            | Ernée         | Stefan Everts         | Stefan Everts   | Stefan Everts   |

## Sistema di punteggio e legenda
| Pos.  | 1  | 2  | 3  | 4  | 5  | 6  | 7  | 8  | 9  | 10 | 11 | 12 | 13 | 14 | 15 | 16 | 17 | 18 | 19 | 20 | 21 > |
| ----- | -- | -- | -- | -- | -- | -- | -- | -- | -- | -- | -- | -- | -- | -- | -- | -- | -- | -- | -- | -- | ---- |
| Punti | 25 | 22 | 20 | 18 | 16 | 15 | 14 | 13 | 12 | 11 | 10 | 9  | 8  | 7  | 6  | 5  | 4  | 3  | 2  | 1  | 0    |

## Classifiche finali

### MotocrossGP

#### Piloti
| Pos. | Pilota            | Moto     | Punti |
| ---- | ----------------- | -------- | ----- |
| 1    | Stefan Everts     | Yamaha   | 275   |
| 2    | Joël Smets        | KTM      | 235   |
| 3    | Mickaël Pichon    | Suzuki   | 188   |
| 4    | Brian Jorgensen   | Honda    | 176   |
| 5    | Kenneth Gundersen | Kawasaki | 150   |
| 6    | Andrew McFarlane  | Kawasaki | 141   |
| 7    | Marnicq Bervoets  | Yamaha   | 131   |
| 8    | Claudio Federici  | Yamaha   | 127   |
| 9    | Kevin Strijbos    | Suzuki   | 121   |
| 10   | Yoshitaka Atsuta  | Honda    | 117   |

#### Costruttori
| Pos. | Costruttore | Punti |
| ---- | ----------- | ----- |
| 1    | Yamaha      | 278   |
| 2    | KTM         | 240   |
| 3    | Suzuki      | 230   |
| 4    | Honda       | 224   |
| 5    | Kawasaki    | 174   |
| 6    | Husqvarna   | 1     |

### 650cc

#### Piloti
| Pos. | Pilota             | Moto     | Punti |
| ---- | ------------------ | -------- | ----- |
| 1    | Joël Smets         | KTM      | 290   |
| 2    | Javier Garcia Vico | KTM      | 260   |
| 3    | Cedric Melotte     | Honda    | 203   |
| 4    | Danny Theybers     | Husaberg | 147   |
| 5    | Michal Kadlecek    | Yamaha   | 142   |
| 6    | Roman Jelen        | Honda    | 129   |
| 7    | Fabrizio Dini      | Honda    | 128   |
| 8    | Antti Pyrhonen     | Yamaha   | 107   |
| 9    | Bernd Eckenbach    | KTM      | 102   |
| 10   | Mark Eastwood      | Honda    | 97    |

#### Costruttori
| Pos. | Costruttore | Punti |
| ---- | ----------- | ----- |
| 1    | KTM         | 294   |
| 2    | Honda       | 236   |
| 3    | Yamaha      | 178   |
| 4    | Husaberg    | 158   |

### 125cc

#### Piloti
| Pos. | Pilota           | Moto     | Punti |
| ---- | ---------------- | -------- | ----- |
| 1    | Steve Ramon      | KTM      | 233   |
| 2    | Stefan Everts    | Yamaha   | 218   |
| 3    | Andrea Bartolini | Yamaha   | 206   |
| 4    | Mickael Maschio  | Kawasaki | 202   |
| 5    | Erik Eggens      | KTM      | 146   |
| 6    | Tyla Rattray     | KTM      | 137   |
| 7    | Marc de Reuver   | KTM      | 136   |
| 8    | Alessio Chiodi   | Yamaha   | 132   |
| 9    | Stephen Sword    | KTM      | 131   |
| 10   | Luigi Seguy      | Yamaha   | 116   |

#### Costruttori
| Pos. | Costruttore | Punti |
| ---- | ----------- | ----- |
| 1    | Yamaha      | 280   |
| 2    | KTM         | 260   |
| 3    | Kawasaki    | 202   |
| 4    | Husqvarna   | 90    |
| 5    | Suzuki      | 38    |
| 6    | TM          | 37    |
| 7    | Honda       | 23    |